# Ahmet Kaya

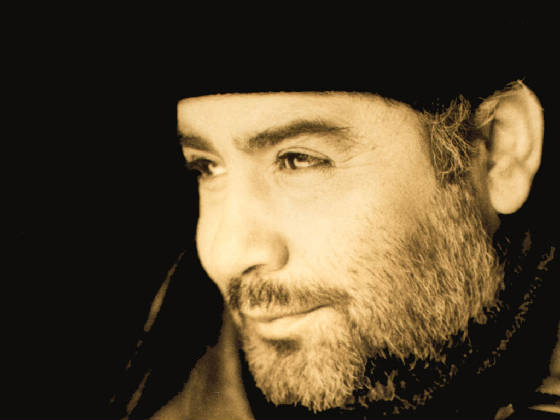
Ahmet Kaya

Ahmet Kaya (geboren am 28. Oktober 1957 in Malatya; gestorben am 16. November 2000 in Paris) war ein kurdisch-türkischer Sänger und Komponist der Özgün Müzik.

## Leben
Sein kurdischer Vater Mahmut Kaya war Textilarbeiter aus dem Dorf Yağızatlı in Çelikhan (Provinz Adıyaman), der im jungen Alter nach Malatya umgezogen war. Seine Mutter Zekiye Genç war Türkin aus Erzurum. Ahmet Kaya kam als letztes Kind zur Welt und wuchs in ärmlichen Verhältnissen auf. Sein Vater schenkte ihm im Alter von sechs Jahren eine Bağlama (Saz). Nachdem sein Vater pensioniert worden war, ging die Familie 1972 nach Istanbul. Ahmet Kaya konnte sich an die große Stadt nicht gewöhnen und ging mit seinem Onkel nach Köln, kehrte dann aber nach 1,5 Jahren wieder in die Türkei zurück. Er hatte keine Schulausbildung und arbeitete unter anderem als Taxifahrer.
In Istanbul kam er mit linken Vereinen in Kontakt. Als er 1977 bei einer Gedenkveranstaltung für Nâzım Hikmet Gedichte vortrug, wurde er zu fünf Monaten Haft verurteilt. Nach dem Gefängnis wurde er zur Armee eingezogen. Er war während seines Militärdienstes Mitglied einer Musikband. Nach dem Militärdienst heiratete er 1979 Emine Başa, mit der er eine Tochter bekam, doch ein Jahr später trennten sich beide; im selben Jahr starb auch Ahmet Kayas Vater.
Zusammen mit Hasan Hüseyin Demirel brachte Ahmet Kaya 1985 seine erste Musikkassette Ağlama Bebeğim heraus. Noch im gleichen Jahr veröffentlichte er sein zweites Werk Acılara Tutunmak. Seinen künstlerischen Höhepunkt hatte er Mitte der 1980er- und Anfang der 1990er-Jahre. Für seinen Freund, den Schauspieler Kadir İnanır, schrieb er die Filmmusik für den Film Tatar Ramazan. Später heiratete Ahmet Kaya Gülten Hayaloğlu. Deren Bruder Yusuf Hayaloğlu schrieb für Ahmet Kaya viele Songs, doch später beendeten beide ihre Zusammenarbeit wegen Meinungsverschiedenheiten.

### 10. Februar 1999
Im Jahre 1999 erklärte Ahmet Kaya auf einer Gala der Magazin Gazetecileri Derneği, bei der er als „Staatskünstler“ der Türkei ausgezeichnet werden sollte, dass er den Preis auch im Namen der Samstagsmütter, denen er ein Lied widmete, entgegennehme, dass er kurdischer Abstammung sei und beabsichtige, in seinem kommenden Album ein kurdisches Lied zu singen, zu dem er auch ein Video drehen möchte. Von der türkischen Prominenz wurde er dafür ausgebuht und ausgepfiffen.
Ahmet Kaya versuchte sich mit dem folgenden Satz zu verteidigen:

“Ben bin yıldır bir arada yaşayan Türk ve Kürt halklarının kardeş olduğunu, binlerce yıl daha bir arada yaşayacağına ve yaşaması gerektiğine inandığımı her yerde söyledim. "Biz bu ülkeyi böldürtmeyeceğiz de söyledim."”

„Ich gab überall und immer kund, dass ich daran glaube, dass Türken und Kurden tausend Jahre friedlich zusammenleben, und dass dies auch Tausende Jahre so fortfahren wird. Aber ich gab auch schon sehr lange kund: 'Wir werden dieses Land niemals trennen'."“

Daraufhin bewarf ihn die türkische Sängerin Ebru Gündeş mit Messer und Gabel. Serdar Ortaç, der nach der Preisverleihung Ahmet Kayas einen Auftritt hatte, sang als Protest gegen den Sänger eine geänderte Version eines seiner Lieder, in die er unter anderem folgende Sätze eingebaut hatte:

“Bu devirde kimse sultan değil padişah değil. Atatürk yolunda Türkiye! Bu vatan bizim, ellerin değil!”

„In dieser Epoche gibt es weder Sultan noch Padischah. Die Türkei ist auf dem Weg Atatürks! Dieses Vaterland gehört uns, nicht anderen!“

Eine weitere türkische Prominente, Şenay Düdek, beschimpfte Ahmet Kaya als „Sünnetsiz pezevenk“ (unbeschnittener Zuhälter). Nachdem Märsche wie der 10. Yıl Marşı abgespielt wurden, verließen Ahmet Kaya und seine Frau, beschützt von einigen Personen, unter Panik die Veranstaltung.
Wegen seiner Rede an dem Abend drohten ihm bis zu 12 Jahre Haft. Nach einer Kampagne der Presse gegen ihn und einigen Morddrohungen verließ er 1999 die Türkei.

### Leben im Exil

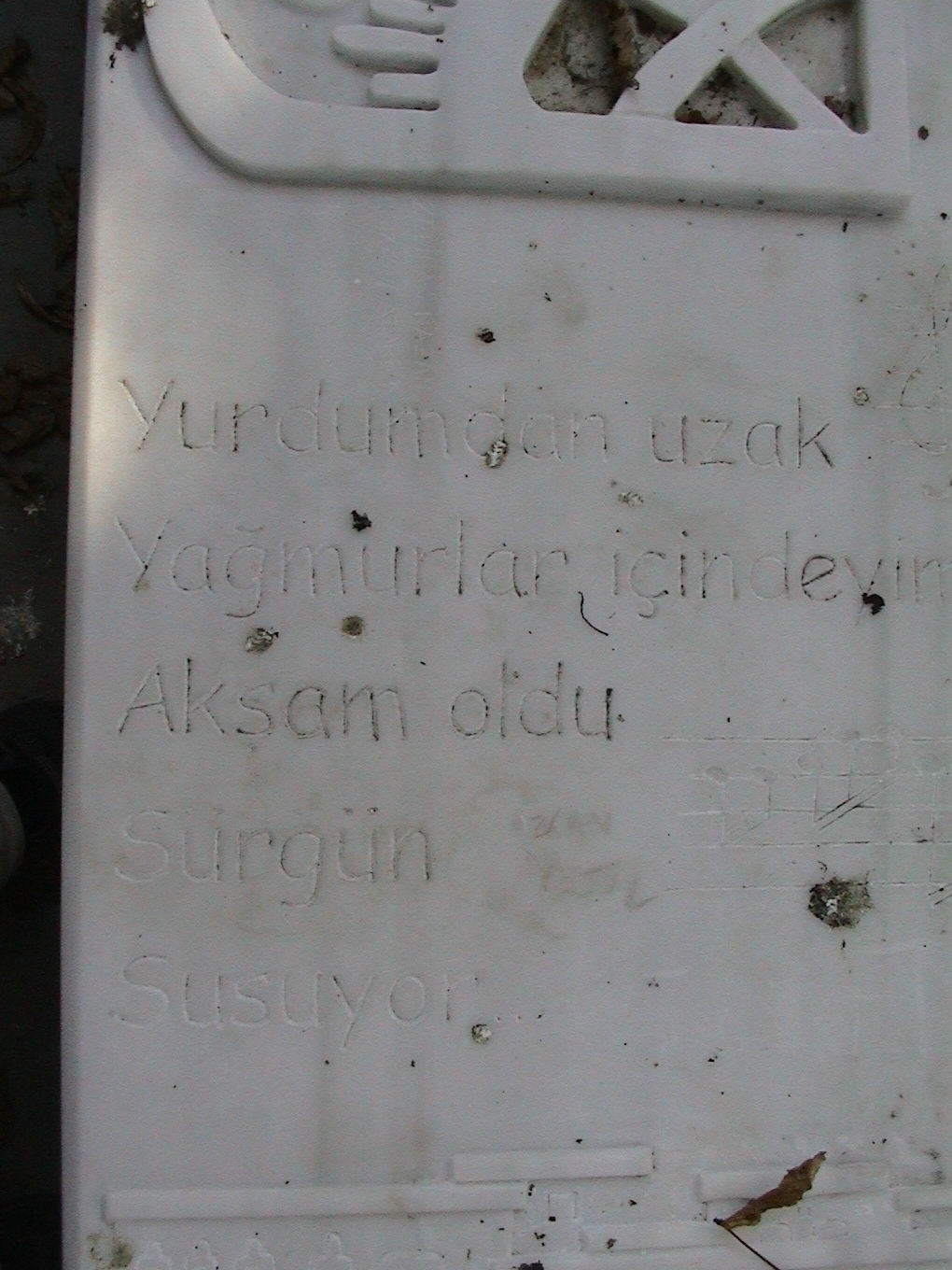
Grabinschrift auf dem Friedhof Père-Lachaise in Paris

Sein Leben im Exil war geprägt von Depression und Einsamkeit; er war in einem Land (Frankreich), das ihm völlig fremd war. Er versprach seinen Fans, bald mit einem neuen Album zurück in die Türkei zu kommen und verfasste außerdem eine Gedichtssammlung. Beide wurden jedoch erst nach seinem Tod veröffentlicht.
Im europäischen Exil trat er hauptsächlich vor kurdischem Publikum auf und gab Konzerte bei kulturellen Feierlichkeiten. Seine letzte Reportage wurde auf dem kurdischen Sender MEDYA TV ausgestrahlt. Ahmet Kaya starb 2000 in Paris an einem Herzinfarkt und wurde auf dem Friedhof Père-Lachaise beigesetzt. Viele Menschen nahmen an der Beerdigung teil und der kurdische Sänger Şivan Perwer sang zu Kayas Ehren das Lied Agirî. Sein Grab befindet sich auf demselben Friedhof, auf dem auch Yılmaz Güney und viele andere berühmte Persönlichkeiten wie Jim Morrison oder Oscar Wilde ruhen.

### Posthum
Die türkische AKP-Regierung unternahm einige Versuche, um Ahmet Kaya zu rehabilitieren und überlegte unter anderem 2009 seinen Leichnam in die Türkei zu überführen. Die Verleihung einer hoch dekorierten Auszeichnung (Cumhurbaşkanlığı Kültür ve Sanat Büyük Ödülleri) durch den türkischen Präsidenten Abdullah Gül Ende Oktober 2013 war ein weiterer Schritt. Proteste gegen diese Verleihung kamen vor allem von der nationalistischen MHP. Parallel verkündete der Verein Magazin Gazetecileri Derneği 2012 die Stiftung eines Ahmet-Kaya-Preises.

## Musik
Ahmet Kaya gehörte zu der Generation der 1970er Jahre, deren Leben durch bürgerkriegsähnliche Konflikte zwischen rechten und linken Gruppen in der Türkei bestimmt wurde. Er selbst war Kommunist und Marxist. In der Türkei der 1980er Jahre brachte ihn seine Gesinnung mehrfach in Konflikt mit der Staatsmacht. Er nahm deutlich Stellung zu sozialen Missständen, insbesondere im kurdischen Südosten der Türkei, und lobte stets die marxistisch-leninistische Ideologie als Befreiungselement. Die oft politisch geprägten Songtexte weisen hohe lyrische Werte auf und handeln nicht selten von der engen Bindung zu seiner Mutter. Die tiefe und zugleich weiche, melancholische Stimme Ahmet Kayas war eines seiner Markenzeichen.
Ahmet Kaya, der auf Türkisch sang, weil kurdische Musik zu der Zeit verboten war, sang das kurdische Lied „Karwan“ in seinem nach seinem Tod veröffentlichten Album „Hoşçakalın Gözüm“. Auch in seinem Album „Biraz da Sen Ağla“, das ebenfalls nach seinem Tod veröffentlicht wurde, gibt es eine Intro-Sektion namens „Kürtçe Açılış“.

## Diskografie
| Alben - 1985: Ağlama Bebeğim (dt. Weine nicht mein Kind) - 1985: Acılara Tutunmak (dt. Sich an Schmerzen festhalten) - 1986: Şafak Türküsü (dt. Dämmerungslied) - 1986: An Gelir (dt. Der Moment kommt) - 1987: Yorgun Demokrat (dt. Erschöpfter Demokrat) - 1988: Başkaldırıyorum (dt. Ich leiste Widerstand (wörtlich: Ich erhebe mein Haupt)) - 1989: İyimser Bir Gül (dt. Eine Optimistische Rose) - 1989: Resitaller-1 (dt. Konzerte 1) - 1990: Resitaller-2 (dt. Konzerte 2) - 1990: Sevgi Duvarı (dt. Liebesmauer) - 1991: Başım Belada (dt. Ich stecke in Schwierigkeiten) - 1992: Dokunma Yanarsın (dt. Berühre nicht, Du verbrennst Dich) - 1993: Tedirgin (dt. Beunruhigt) - 1994: Şarkılarım Dağlara (dt. Meine Lieder den Bergen) - 1995: Beni Bul (dt. Finde mich) - 1996: Yıldızlar ve Yakamoz (dt. Die Sterne und das Meeresleuchten) - 1998: Dosta Düşmana Karşı (dt. Gegen Freund und Feind) | Posthum veröffentlichte Alben - 2001: Hoşçakalın Gözüm (dt. Lebt wohl meine Lieben) - 2003: Biraz da Sen Ağla (dt. Weine auch Du ein bisschen) - 2005: Kalsın Benim Davam (dt. Es bleibe mein Prozess) - 2006: Gözlerim Bin Yaşında (dt. Meine Augen sind 1000 Jahre alt) Kollaborationen - 1994: Koçero (dt. Nomade) – mit Selda Bağcan |

### Singles (Auswahl)
- 1986: Öyle Bir Yerdeyim Ki (mit Selda Bağcan)
- 1987: Hani Benim Gençliğim
- 1990: Kendine İyi Bak
- 1994: Kum Gibi
- 1998: Nereden Bileceksiniz
- 1998: Söyle
- 1998: Giderim